# Рашево-Дворське
Рашево-Дворське (пол. Raszewo Dworskie) — село в Польщі, у гміні Червінськ-над-Віслою Плонського повіту Мазовецького воєводства.
Населення — 138 осіб (2011).
У 1975-1998 роках село належало до Плоцького воєводства.

## Демографія
Демографічна структура станом на 31 березня 2011 року:
|          | Загалом | Допрацездатний вік | Працездатний вік | Постпрацездатний вік |
| -------- | ------- | ------------------ | ---------------- | -------------------- |
| Чоловіки | 72      | 13                 | 51               | 8                    |
| Жінки    | 66      | 12                 | 35               | 19                   |
| Разом    | 138     | 25                 | 86               | 27                   |